# Panorpa okamotona
Panorpa okamotona är en näbbsländeart som beskrevs av Syuti Issiki 1927. Panorpa okamotona ingår i släktet Panorpa och familjen skorpionsländor. Inga underarter finns listade i Catalogue of Life.